# Alliin
Alliin (al'-ee-in) er en sulfoxid som kommer fra aminosyren cystein, som findes naturligt i frisk hvidløg og er lugtfri. Når frisk hvidløg knuses ellers skæres vil den komme i forbindelse med enzymet alliinase og der dannes allicin.